# Paraje Minuano
Paraje Minuano ist eine Ortschaft in Uruguay.

## Geographie
Sie befindet sich auf dem Gebiet des Departamento Colonia in dessen Sektor 14. Paraje Minuano liegt zwischen der Cuchilla Cosmopolita im Nordosten und der Cuchilla del Minuano im Westen, einige Kilometer südwestlich von Rosario, nordnordwestlich von Juan Lacaze und nördlich von Arrivillaga. Westlich des Ortes verläuft der Arroyo Minuano, nördlich dessen Nebenfluss Tacuara. Einige Kilometer nordöstlich entspringt mit dem Arroyo Cufré ein rechtsseitiger Nebenfluss des Río Rosario.

## Infrastruktur
Durch den Ort führt die Ruta 1.

## Einwohner
Der Ort hatte bei der Volkszählung im Jahr 2011 120 Einwohner, davon 63 männliche und 57 weibliche Einwohner
| Jahr | Einwohner |
| ---- | --------- |
| 1963 | 110       |
| 1975 | 139       |
| 1985 | 67        |
| 1996 | 159       |
| 2004 | 151       |
| 2011 | 120       |

Quelle: Instituto Nacional de Estadística de Uruguay